# N31 (Guinea)
Die N31 ist eine Fernstraße in Guinea, die in Kissidougou an der Ausfahrt der N1 beginnt und in Kouroussa in eine untergeordnete Straße (N.1) übergeht. Sie ist 196 Kilometer lang.